# 열아홉살의 가을
"열아홉살의 가을"은 1984년에 개봉한 대한민국의 영화이다.

## 캐스팅
- 이청
- 조용원
- 남궁원
- 여운계
- 유장현
- 박재호
- 오증근
- 김범수
- 안진수
- 임생출
- 양형호
- 전숙
- 이정애
- 김신명
- 조락희
- 박진희